# Andrzej Rozdrażewski
Andrzej z Rozdrażewa Rozdrażewski herbu Doliwa (ur. 1570 w Rozdrażewie, zm. 1631) – współfundator klasztoru klarysek w Bydgoszczy, dobroczyńca bydgoskich bernardynów, właściciel księgozbioru.

## Życiorys
Urodził się ok. 1570 r. Pochodził ze znakomitego wielkopolskiego rodu Rozdrażewskich herbu Doliwa. Możliwe, że był synem Jana, właściciela wsi Smarzykowo i Królikowo w starostwie kcyńskim. Około 1591 r. uczył się w kolegium jezuickim w Braniewie. Był jednym z autorów pracy zbiorowej, dedykowanej przez młodzież uczącą się w tym kolegium, protonotariuszowi i komisarzowi Stolicy Apostolskiej w Rzeczypospolitej - Piotrowi Vulcani. Prawdopodobnie studiował prawo we Włoszech. Przed 1613 r. ożenił się z Gertrudą, córką Janusza Kościeleckiego, starosty bydgoskiego. Małżeństwo to mocno związało go z Bydgoszczą. 
W 1614 r. wraz z Zofią z Potulic Czarnkowską i Kasprem Zebrzydowskim z Więcborka zwrócił się do biskupa włocławskiego Wawrzyńca Gembickiego i króla Zygmunta III Wazy z prośbą o założenie klasztoru klarysek w Bydgoszczy. Fundatorzy proponowali, by pierwszą przeoryszą klasztoru została jego siostra Zofia Anna z Rozdrażewa Smoszewska. W maju 1615 r. papież Paweł V potwierdził fundację klasztoru, a jako fundator wymieniony został Rozdrażewski i jego krewni. 
Znamienne jest że Andrzej Rozdrażewski – człowiek niewątpliwie wykształcony, nie odgrywał żadnej roli publicznej i nie piastował godności ziemskich. Wraz z żoną gospodarował w wioskach Smarzykowo i Królikowo w starostwie kcyńskim. Był dobroczyńcą klasztoru bydgoskich bernardynów. Przed swoją śmiercią polecił swemu jedynemu synowi Andrzejowi, by pochował go w kościele bernardynów, a zakonnikom zapisał legat w wysokości 200 florenów i swoją bibliotekę. Ostatecznie bernardyni nie otrzymali pieniędzy, natomiast do ich biblioteki wpłynęło w 1632 r. 29 dzieł z zakresu prawa kanonicznego i cywilnego. Były wśród nich inkunabuły weneckie w ozdobnych oprawach. 
Andrzej Rozdrażewski zmarł w listopadzie 1631 r.